# Athiná Michailídou
 (mai 2025).
Si vous disposez d'ouvrages ou d'articles de référence ou si vous connaissez des sites web de qualité traitant du thème abordé ici, merci de compléter l'article en donnant les références utiles à sa vérifiabilité et en les liant à la section « Notes et références ».
Athiná Michailídou, est une femme politique chypriote. Elle est ministre de l'Éducation, des Sports et de la Jeunesse depuis le 1er mars 2023.

## Situation personnelle

### Vie privée
Elle est divorcée et a deux enfants, un fils et une fille.